# Premi BAFTA 1974
I premi della 27ª edizione dei British Academy Film Awards furono conferiti nel 1974 dalla British Academy of Film and Television Arts alle migliori produzioni cinematografiche del 1973.

## Vincitori e candidati

### Miglior film
- Effetto notte (La nuit américaine), regia di François Truffaut
- A Venezia... un dicembre rosso shocking (Don't Look Now), regia di Nicolas Roeg
- Il fascino discreto della borghesia (Le charme discret de la bourgeoisie), regia di Luis Buñuel
- Il giorno dello sciacallo (The Day of the Jackal), regia di Fred Zinnemann

### Miglior regista
- François Truffaut – Effetto notte (La nuit américaine)
- Luis Buñuel – Il fascino discreto della borghesia (Le charme discret de la bourgeoisie)
- Nicolas Roeg  – A Venezia... un dicembre rosso shocking (Don't Look Now)
- Fred Zinnemann – Il giorno dello sciacallo (The Day of the Jackal)

### Miglior attore protagonista
- Walter Matthau – Chi ucciderà Charley Varrick? (Charley Varrick) / Un marito per Tillie (Pete 'n' Tillie)
- Marlon Brando – Ultimo tango a Parigi
- Laurence Olivier – Gli insospettabili (Sleuth)
- Donald Sutherland – A Venezia... un dicembre rosso shocking (Don't Look Now) / Una squillo per quattro svitati (Steelyard Blues)

### Migliore attrice protagonista
- Stéphane Audran – Il fascino discreto della borghesia (Le charme discret de la bourgeoisie) / Sul far della notte (Juste avant la nuit)
- Julie Christie – A Venezia... un dicembre rosso shocking (Don't Look Now)
- Glenda Jackson – Un tocco di classe (A Touch of Class)
- Diana Ross – La signora del blues (Lady Sings the Blues)

### Miglior attore non protagonista
- Arthur Lowe – O Lucky Man!
- Ian Bannen – Riflessi in uno specchio scuro (The Offence)
- Denholm Elliott – Casa di bambola (A Doll's House)
- Michael Lonsdale – Il giorno dello sciacallo (The Day of the Jackal)

### Migliore attrice non protagonista
- Valentina Cortese – Effetto notte (La nuit américaine)
- Rosemary Leach – That'll Be the Day
- Delphine Seyrig – Il giorno dello sciacallo (The Day of the Jackal)
- Ingrid Thulin – Sussurri e grida (Viskningar och rop)

### Migliore attore o attrice debuttante
- Peter Egan – Un uomo da affittare (The Hireling)
- Jim Dale – Adolf Hitler: My Part in His Downfall
- David Essex – That'll Be the Day
- Kris Kristofferson – Pat Garrett e Billy Kid (Pat Garrett & Billy the Kid)

### Migliore sceneggiatura
- Luis Buñuel, Jean-Claude Carrière – Il fascino discreto della borghesia (Le charme discret de la bourgeoisie)
- Melvin Frank, Jack Rose  – Un tocco di classe (A Touch of Class)
- Kenneth Ross – Il giorno dello sciacallo (The Day of the Jackal)
- Anthony Shaffer – Gli insospettabili (Sleuth)

### Migliore fotografia
- Anthony B. Richmond – A Venezia... un dicembre rosso shocking (Don't Look Now)
- Oswald Morris – Gli insospettabili (Sleuth)
- Sven Nykvist – Sussurri e grida (Viskningar och rop)
- Douglas Slocombe – In viaggio con la zia (Travels with My Aunt)
- Douglas Slocombe – Jesus Christ Superstar

### Migliore scenografia
- Natasha Kroll – Un uomo da affittare (The Hireling)
- Ken Adam – Gli insospettabili (Sleuth)
- Danilo Donati – Roma
- Tony Woollard – Operazione su vasta scala (England Made Me)

### Migliori musiche (Anthony Asquith Award for Film Music)
- Alan Price – O Lucky Man!
- Bob Dylan – Pat Garrett e Billy Kid (Pat Garrett & Billy the Kid)
- Taj Mahal – Sounder
- Mikīs Theodōrakīs – L'Amerikano (État de siège)

### Miglior sonoro (Best Sound)
- Les Wiggins, Gordon K. McCallum, Keith Grant – Jesus Christ Superstar
- Rodney Holland, Peter Davies, Bob Jones – A Venezia... un dicembre rosso shocking (Don't Look Now)
- Nicholas Stevenson, Bob Allen – Il giorno dello sciacallo (The Day of the Jackal)
- Guy Villette, Luis Buñuel – Il fascino discreto della borghesia (Le charme discret de la bourgeoisie)

### Miglior montaggio
- Ralph Kemplen – Il giorno dello sciacallo (The Day of the Jackal)
- Graeme Clifford – A Venezia... un dicembre rosso shocking (Don't Look Now)
- Frank Morriss – Chi ucciderà Charley Varrick? (Charley Varrick)
- Ralph Sheldon – The National Health

### Migliori costumi
- Phyllis Dalton – Un uomo da affittare (The Hireling)
- Yvonne Blake – Jesus Christ Superstar
- Beatrice Dawson – Casa di bambola (A Doll's House)
- Danilo Donati – Fratello sole, sorella luna

### Miglior documentario
- Grierson, regia di Roger Blais

### Miglior cortometraggio (John Grierson Award)
- Caring for History
- Artistry in Tureens
- The Scene from Melbury House
- Without Due Care

### Premio UN (UN Award)
- L'Amerikano (État de siège), regia di Costa-Gavras
- Jesus Christ Superstar, regia di Norman Jewison
- Selvaggi (Savages), regia di James Ivory
- Sounder, regia di Martin Ritt